# 昴宿一
昴宿一，即金牛座17（17 Tau，17 Tauri）是一颗位于金牛座的蓝白色巨星，它是昴宿星团最亮的九颗恒星之一，距离地球约370光年。

## 特征
昴宿一是一颗B6 IIIe型的蓝白色巨星，视星等为+3.72，是昴宿星团第三亮的恒星，仅次于昴宿六和昴宿七。它也是昴宿星团已知的四颗巨星中的一颗（其他三颗是昴宿六、昴宿七和昴宿四），它已经度过主序星阶段，核心所有的氢都经由核聚变耗尽，现使用氦核聚变来提供能量。
昴宿一是一颗高速自转的恒星，它的投射自转速度为181公里/秒。投射自转速度是由恒星本身赤道的旋转速度和相对地球视线的速度等两个速度分量组成的，科学家估计昴宿一的极点倾角为46.8°±1.6，因此计算出它真正的赤道旋转速度为320±18公里/秒。恒星高速的自转使得其两极被压扁而赤道凸起，形成扁球体。这使得恒星表面的重力和温度都不均衡，这种效应导致恒星不同纬度的辐射能量都不同，因此被称为重力减光（gravity darkening）。恒星的快速旋转使得其核心密度增加，能量辐射输出减少，延长恒星的寿命。
昴宿一同时也是一颗光谱中有明显的氢发射线的B型恒星，这种类型的恒星又被称为Be星。 Be星的旋转速度是正常的B型恒星旋转的1.5-2倍。这种旋转的高速率使得恒星表面即使是轻微的突起都可能造成质量损失。 对昴宿一径向速度的测定发现其有轻微的变化，这提示它可能拥有一颗伴星。
对昴宿一的红外观测发现它的辐射量比预计水平超出了0.5等。这些额外的能量发射可能是来自于由昴宿一快速旋转和辐射驱动造成的质量损失所创造出来的一个气体盘。这个气体盘由昴宿一大约每10年抛出一次的物质所组织，之后又逐渐回落到恒星的赤道平面。但是，由于受到恒星周围亮星云的干扰，这些观察结果都很不是十分准确。
由于昴宿一的位置接近黄道，故经常被月球所遮掩。此外，太阳系的行星如水星与金星等也有可能遮掩它，但这现象非常罕见。

## 命名
在中国古代星官系统中，昴宿一属于西方白虎七宿中昴宿昴星官第一星，这也是昴宿一名字的来由。 它在西方被称为Electra，即厄勒克特拉，是希腊神话中提坦神阿特拉斯和大洋神女普勒俄涅所生的七个女儿（即普勒阿得斯七姐妹）中的一个。
昴宿一没有拜耳命名法名称，在佛氏命名为金牛座17，HD星表中编号第23302，依巴谷星表编号第17499。

## 大众文化
美国海军有两艘军舰是以昴宿一的英文名Electra命名，它们分别是在1847年服役的一艘三桅帆船和在1941年服役的一艘大角星级武装货运船。